# Sarah Walker (personnage)
Pour les articles homonymes, voir Walker et Sarah Walker.
Sarah Lisa Bartowski (née Walker), est un personnage de fiction de la série télévisée américaine Chuck. Elle est interprétée par l'actrice australienne, Yvonne Strahovski et doublée en version française par Laura Blanc.
Agent de la CIA, elle est, avec John Casey, un agent de la NSA, chargée de protéger Chuck Bartowski, le personnage principal de la série, après que tous les secrets des services de renseignement américains se sont téléchargés dans son cerveau.

## Biographie
La série révèle très peu de choses à propos de Sarah. Néanmoins, son deuxième et véritable prénom est connu, Lisa, lors du quatrième épisode de la deuxième saison lorsqu'elle le révèle à Chuck. Puis, lors du huitième épisode de la troisième saison son véritable prénom est révélé, Sam.
Son père est un arnaqueur professionnel, et Sarah passe une part de son enfance à le suivre de ville en ville alors qu'il accomplit ses plans, plans dont elle fait d'ailleurs souvent partie. Elle participe ainsi étant jeune à plusieurs coups montés, l'un d'entre eux impliquant qu'elle fasse semblant de se faire renverser par un camion de transport de fonds, son père profitant de la confusion pour vider une partie du dit camion. Elle évoque lors de la deuxième saison cette période de sa vie en disant que « Le réveillon de Noël consistait en l'arnaque annuelle de l'Armée du salut ».
Elle utilise dès son plus jeune âge des pseudonymes, parmi lesquels Rebecca Franco ou Katie O'Connell. Elle fréquente le lycée sous le pseudonyme de Jenny Burton.
Elle mentionne dans un épisode l'existence d'une sœur, mais cette dernière n'apparaît jamais dans la série. Il est donc impossible d'affirmer qu'elle existe réellement ou qu'il s'agit d'une part de la vie qu'elle s'est créée dans le cadre de sa couverture. Rien n'est connu de la mère de Sarah, si ce n'est qu'elle a laissé sa fille à son père alors que cette dernière était encore très jeune.
Aux alentours de l'année 1998, le père de Sarah est arrêté pour sa propre sécurité, un de ses coups montés mettant sa vie en danger. Il laisse à sa fille une cache contenant de l'argent qu'elle pourrait utiliser en cas de besoin. C'est en allant chercher l'argent que contient cette cache qu'elle est pour la première fois approchée par la CIA. Un certain Graham, membre haut placé de l'agence gouvernementale, la prend sous son aile et lui donne le nom de Sarah Walker. Bien qu'apparemment recrutée par la C.I.A, elle continue à fréquenter le lycée, où certains de ses camarades se moquent d'elle à cause de l'emprisonnement de son père. Elle fréquente après le lycée l'université d'Harvard, et dès lors prend des responsabilités importantes en tant qu'agent à part entière de la C.I.A
À une date inconnue, en tout cas entre 2003 et 2008, Sarah a été la partenaire de Bryce Larkin, ancien ami et colocataire de Chuck Bartowski. Leur relation, au départ purement professionnelle, évolue peu à peu jusqu'à devenir amoureuse. Au moment où Bryce devient apparemment un agent au service de Fulcrum, organisation criminelle au cœur de la série, Sarah se sent trahie, aussi bien professionnellement que personnellement. Elle demande ainsi à Graham, son protecteur, d'être assignée à la recherche de l'Intersecret (l'ordinateur gouvernemental qu'avait volé Bryce). La seule piste étant au début de l'enquête le courriel envoyé par Bryce à Chuck, elle traque ce dernier jusqu'à son lieu de travail, le Buy More, où elle se fait passer pour une cliente dont le téléphone mobile ne fonctionne plus.

## Relation entre Sarah et Chuck

### Saison 1
Dans la série, Sarah Walker est (avec le major John Casey, un agent de la NSA) chargée de protéger Chuck Bartowski. Sa couverture fait d'elle la petite amie de Chuck, ce qui lui permet de le garder souvent sous son contrôle. Un des principaux thèmes de la série, développé sur les trois saisons, est le rapprochement progressif entre les deux personnages : en effet, si elle insiste au début de la série sur le fait que cette relation est purement professionnelle, Sarah développe progressivement des sentiments envers Chuck.
Son amie Carina, un agent de la DEA, est la première à reconnaître qu'elle a envers Chuck des sentiments autres que professionnels, ce que font ensuite John Casey et l'ancien agent de la CIA Roan Montgomery.
À la fin de la première saison et au début de la deuxième saison, le développement de la relation entre Chuck et Sarah est ralenti par le retour de Bryce Larkin et la volonté de Chuck d'avoir une véritable petite amie,. 

### Saison 2
Pendant la deuxième saison, Chuck et Sarah commencent petit à petit à établir une véritable relation. Sarah accorde ainsi à Chuck un véritable rendez-vous, ce alors que l'ordinateur prévu pour le remplacer est en construction et qu'il est prévu que Chuck retourne à la vie civile. Dans l'épisode suivant, Roan Montgomery, ancien agent de la CIA, offre à Chuck des conseils pour séduire Sarah. Mais ce rapprochement est une nouvelle fois interrompu par Bryce Larkin, qui fait dans l'épisode 2 de la deuxième saison son second retour : voyant que Sarah devient de plus en plus proche de Chuck, il conseille à ce dernier de s'en éloigner, une relation plus poussée risquant en effet selon lui les vies de Sarah comme de Chuck.
Les épisodes suivants entérinent néanmoins le rapprochement de Chuck et Sarah et la réciprocité de leurs sentiments apparaît comme évidente. Ceci transparaît dans l'attention et le soutien moral que Chuck apporte à Sarah alors qu'elle est obligée d'évoquer son passé ou plus tard au retour de son père. Néanmoins, à ce moment de la série, aucun des deux personnages ne s'est officiellement déclaré, ce bien que Chuck ait évoqué au cours de la première saison ses sentiments de manière plus ou moins ouverte. Un pas est franchi lorsque, dans l'épisode de mi-saison, Chuck offre à Sarah un bracelet qui a appartenu à sa mère.
Ces sentiments semblent d'ailleurs si évidents que le général Beckman, qui supervise l'équipe, décide de remplacer Sarah comme protectrice de Chuck. Néanmoins, l'agent Forrest, qui remplace Sarah, se montre incapable d'assurer correctement sa mission, notamment car elle ne se soucie pas des sentiments et des idées de Chuck, alors qu'elle est pourtant chargée de le protéger. Inquiète pour la sécurité du jeune homme, Sarah intervient et le sauve d'une mort certaine. Le général Beckman décide alors de la maintenir dans ses fonctions, tout en l'avertissant à propos de ses sentiments.
En parallèle, Sarah mène une recherche non autorisée pour retrouver Stephen, le père de Chuck, qui se révèle plus tard être Orion, l'inventeur de l'Intersecret, et finit par le retrouver. Elle permet ainsi les retrouvailles entre le père et le fils, mais il est ensuite de nouveau enlevé par le Fulcrum, qui veut un Intersecret. Le général Beckman ordonne alors l'arrêt immédiat de l'opération Chuck Bartowski et son enfermement dans une cellule. Sarah proteste mais n'est pas écoutée. Il lui est ainsi ordonné d'emmener Chuck au quartier général de l'équipe en lui disant qu'il va être laissé à la vie civile pour qu'il puisse en fait être exfiltré.
Au lieu de suivre ces ordres, Sarah va choisir d'avertir Chuck du sort qui lui est réservé et de s'enfuir avec lui : trahissant de cette manière la CIA, elle risque non seulement sa place mais aussi la cour martiale et la prison.
Au cours de l'épisode 21 de la deuxième saison, Chuck et Sarah se réfugient dans un motel, où ils partagent un lit. Se réveillant enlacés au matin, ils sont près de faire l'amour, mais sont interrompus par l'absence de préservatifs puis par l'arrivée de John Casey, qui les a poursuivi. C'est pendant cet épisode que la relation entre Chuck et Sarah se concrétise vraiment et apparaît au grand jour : non seulement ils sont près de coucher ensemble, mais Chuck, même menacé de mort, prend à plusieurs reprises des initiatives afin de sauver Sarah de situations délicates. De plus, cette dernière lui affirme expressément sa volonté de rester avec lui et prend l'initiative de l'embrasser alors qu'ils sont tous deux maintenus en détention.
Dans l'épisode 22 de cette même saison, le retour de Bryce Larkin freine leur relation. Malgré quelques tentatives de Bryce, Sarah refuse de partir avec lui pendant la petite fête suivant la cérémonie de mariage d'Ellie. Bryce est ensuite emmené par le Fulcrum et abattu, mais juste avant de mourir, Bryce révèle à Chuck que Sarah a refusé de partir pour une nouvelle mission, pour pouvoir rester avec ce dernier.

### Saison 3
Au début de la saison 3, Chuck a téléchargé une nouvelle version de l'Intersecret, qui en plus de lui donner accès aux informations du gouvernement américain, lui permettent d'acquérir de nombreuses compétences en cas de besoin, comme les arts martiaux, la gymnastique, le tir, l'accès à d'autres langues ou la chirurgie. Sarah lui a proposé de s'enfuir, mais en dépit de son amour pour la jeune femme, Chuck a préféré rester pour mettre ses nouvelles compétences au service du bien. 
Blessée par cette décision, Sarah se tient donc à l'écart de Chuck pendant quelques épisodes, jusqu'à l'arrivée de Daniel Shaw, un agent de la CIA qui rejoint l'équipe qu'ils forment avec Casey. Shaw développe rapidement des sentiments envers Sarah qui deviennent réciproques, alors que Chuck fait la connaissance de la ravissante Hannah au cours d'une mission à Paris. Elle le rejoint au Buy More et il entame une relation avec elle, mais la relation ne dure pas longtemps car Chuck réalise qu'il est toujours amoureux de Sarah. Par la suite, il apprend que Shaw est en réalité un traître : il a changé de camp en apprenant que Sarah a tué sa femme des années auparavant, au cours d'une mission. 
Shaw, manipulé par l'Alliance, une autre organisation criminelle, finit par enlever Sarah et l'emmène à Paris, pour la tuer où elle a elle-même tué sa femme. Chuck les rattrape et abat Shaw, lui qui jusqu'ici avait toujours refusé de porter une arme et de tuer quelqu'un. Touchée par l'acte de Chuck, Sarah l'embrasse et ils commencent enfin une relation.
Alors que le père de Chuck réapparaît, le jeune homme apprend que l'utilisation répétée de l'Intersecret peut affecter son cerveau et le plonger dans la folie. Il choisit de dissimuler cette information à Sarah pour ne pas l'inquiéter. C'est alors que Shaw réapparaît dans leur vie : ayant survécu à leur confrontation à Paris, il choisit cette fois-ci de parler directement à la direction de la CIA pour discréditer Chuck et le faire passer pour fou à cause de son utilisation prolongée de l'Intersecret. Chuck apprend alors que l'Alliance, rejointe par Shaw, a elle aussi réussi à fabriquer sa propre version de l'Intersecret, et l'a téléchargée dans le cerveau de ce dernier, lui conférant les mêmes capacités qu'à Chuck et le rendant dangereux. Shaw réussit également à tuer le père de Chuck, le rendant inconsolable.
A l'aide d'un coup monté, Shaw réussit à faire arrêter Casey, Sarah et Chuck, et compte les abattre, mais ils sont sauvés par Morgan et Devon. Une fois réhabilités et Shaw confondu, il enlève Sarah pour attirer Chuck et le tuer de ses propres mains, et au terme d'un combat épique, c'est Chuck qui l'emporte.

## Développement du personnage

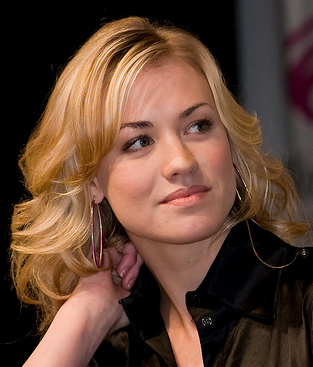
L’actrice australienne Yvonne Strahovski, interprétant Sarah Walker, à WonderCon 2009, San-Francisco

### Création
C'est le 12 février 2007 qu'Yvonne Strahovski est annoncée dans le rôle de Sarah Walker, alors nommée Sarah Kent. Elle rejoint le casting déjà composé de Zachary Levi (Chuck Bartowski) et Adam Baldwin (John Casey). Le nom de Sarah Walker est adopté alors que le tournage commence. Yvonne Strahovski, de nationalité australienne, n'ayant pas pu être présente aux États-Unis le jour de l'audition, il lui a été permis de passer son audition via internet.
Le personnage de Sarah Walker est assez original, étant donné que contrairement aux clichés habituels du genre, c'est lui qui est le plus protecteur et combatif quand Chuck Bartowski est bien plus sensible voire peureux.
Yvonne Strahovski elle-même est très présente en ce qui concerne les scènes d'action, qu'elle considère comme les plus intéressantes à jouer. Elle parle également polonais, langue qu'elle a utilisée dans le quatrième épisode de la première saison, Brillante mission.

### Personnalité
Bien qu'étant un agent de la CIA hautement entraîné, Sarah est présentée comme sympathique, prompte à la compassion et toujours prête à aider, ce par opposition, par exemple, à John Casey. Elle peut néanmoins être extrêmement rude et montrer beaucoup de sang froid quand la situation le requiert. Elle se montre très douée quand il s'agit de reconnaître, comprendre et prévoir le comportement des autres : ainsi, pendant le premier épisode, elle se rend rapidement compte que Chuck n'est nullement une menace, contrairement à ce que tend à montrer le fait que Bryce Larkin lui ait envoyé un message. Elle choisit alors d'intervenir en douceur, contrairement à Casey, qui mène une mission commando afin de s'emparer de Chuck. 
Elle est prête à tout pour assurer la sécurité de Chuck, se montrant même parfois trop protectrice. Quand Casey est simplement inquiet du bon fonctionnement de la « machine » qu'est Chuck (son cerveau contient tous les secrets du renseignement américain) et de sa sécurité physique, Sarah se montre plus concernée par lui en tant qu'individu. Elle s'oppose ainsi à toute mission qui mettrait en trop grave danger Chuck et demande aussi bien à Lou qu'à Jill (avec lesquelles Chuck entretient une brève relation) de ne pas le blesser.
Sarah est toujours prête à encourager Chuck, lui disant qu'à plusieurs reprises, il a été un excellent espion,. Alors qu'ils sont tous deux gardés en otage au Buy More, elle dit à Chuck qu'elle ferait tout pour le protéger et qu'elle ne laisserait jamais personne le blesser. Dans le même épisode, elle tue de sang-froid un agent de Fulcrum alors que cela n'était pas strictement nécessaire et que ce dernier était désarmé, craignant pour la sécurité de Chuck. Alors qu'elle nie à plusieurs reprises son amour pour Chuck, elle conserve toujours la volonté de rester amie avec lui, ce malgré les obstacles, et se montre triste voire jalouse quand ce dernier s'éloigne d'elle.
Elle maîtrise un nombre important de techniques d'espionnage, et est une adepte du déguisement et de l'infiltration. Elle apparaît ainsi en tant que jet-setteuse, réceptionniste et assistante personnelle de M. Linchtenstein (personnage fictif inventé pour Chuck dans le cadre d'une mission), réceptionniste d'hôtel, call-girl, serveuse, scientifique, et vendeuse en informatique. Elle utilise également à plusieurs reprises son physique pour séduire des cibles lorsque cela est nécessaire,,. Enfin, elle parle également de nombreuses langues, parmi lesquelles le polonais, le russe et l'allemand,. Elle sait également très bien reproduire l'accent australien.
Sarah est très douée en ce qui concerne le combat rapproché, ce même contre des ennemis nombreux. Elle possède une très bonne maîtrise des armes à feu, domaine dans lequel elle est néanmoins surpassée par John Casey, son partenaire. De manière plus originale, elle est une experte du lancer de couteaux et c'est cette qualité qui, selon Graham, a le plus contribué à la mener à la CIA. Enfin, elle est dépeinte comme une excellente cuisinière, qualité qu'elle met à profit lors d'une mission d'infiltration.